# Rosa tomentosa
Rosa tomentosa Sm., 1800 è una pianta appartenente alla famiglia delle Rosacee.